# Constelación satelital Iridium

Cobertura de la Tierra por los satélites Iridium, que están dispuestos en 6 órbitas de 11 satélites cada una. La animación muestra aproximadamente 10 minutos.

La constelación de satélites Iridium proporciona en banda L información de voz y datos proveyendo cobertura a teléfonos satelitales, localizadores y transceptores integrados en toda la superficie de la Tierra. Iridium Communications es propietaria y operadora de la constelación, vendiendo además equipos y acceso a sus servicios. Fue concebida por Bary Bertiger, Raymond J. Leopold y Ken Peterson a finales de 1987 (en 1988 protegida por las patentes que Motorola presentó sus nombres) y luego desarrollada por Motorola con un contrato de precio fijo desde el 29 de julio de 1993 hasta el 1 de noviembre de 1998, cuando el sistema pasó a ser operativo y a estar disponible comercialmente.
La constelación consta de 66 satélites activos en órbita, necesarios para proveer cobertura global, y de satélites adicionales de repuesto para servir en caso de fallo. Los satélites se colocan en órbita terrestre baja a una altura de aproximadamente 781 kilómetros (485,3 mi) e inclinación de 86,4°. La órbita casi polar y la comunicación entre los satélites a través de la banda Ka inter-satélite proporcionan una disponibilidad de servicio global (incluyendo ambos polos, océanos y vías aéreas), independientemente de la posición de las estaciones terrestres y de las pasarelas. 
En 1999, The New York Times citó a un analista del mercado de la telefonía inalámbrica, considerando que la gente tenía "un número que podía llevar consigo a cualquier parte" como "caro... Nunca hubo un mercado viable"
Debido a la forma de las antenas reflectantes de los satélites Iridium originales, los satélites de la primera generación concentraban la luz solar en una pequeña zona de la superficie terrestre de forma incidental. Esto dio lugar a un fenómeno llamado llamaradas de Iridium, por el que el satélite aparecía momentáneamente como uno de los objetos más brillantes del cielo nocturno y podía verse incluso durante el día. Los nuevos satélites Iridium no producen llamaradas.